# یاماتو ایچیهاشی
یاماتو ایچیهاشی (انگلیسی: Yamato Ichihashi؛ ۱۵ آوریل ۱۸۷۸ – آوریل ۵, ۱۹۶۳) اقتصاددان، استاد اهل ایالات متحده آمریکا بود.